# Herlingshard
Herlingshard ist ein Weiler des oberbayerischen Marktes Titting im Landkreis Eichstätt im Naturpark Altmühltal.

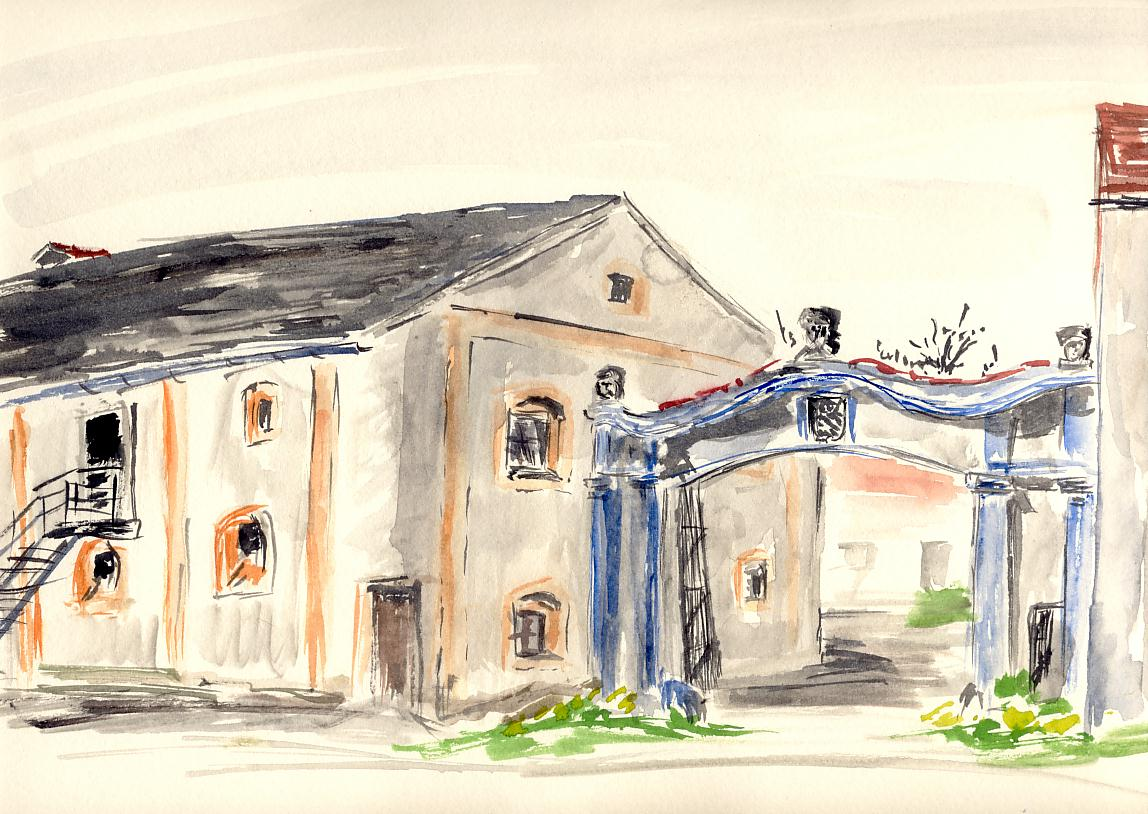
Herlingshard. Aquarell von Siegfried Schieweck-Mauk, Eichstätt

## Lage
Der Weiler, ursprünglich ein in großer Rechteckanlage errichteter Bauernhof, liegt südlich des Anlautertales auf der Hochfläche der südlichen Frankenalb an der Straße Emsing – Wachenzell.

## Geschichte
Die zuweilen auftauchende Angabe, es handelt sich bei Herlingshard um ein ehemaliges Schloss, ist unrichtig; vielmehr war der heutige Weiler ein Hofgut (ursprünglich vielleicht „Hof des Herling“), das heute in mehrere Anwesen geteilt ist. Im 12. Jahrhundert verzeichnet das Kloster Berchtesgaden Besitz „zem Harde“; allerdings können damit auch andere „Hard“- Orte im heutigen Landkreis Eichstätt gemeint sein. Die erste sichere Erwähnung stammt von 1489. Vor 1548 wurde „Hörles Hartt“ in zwei Anwesen geteilt. Der eine Hofteil war dem Heilig-Geist-Spital in Nürnberg lehenbar, der andere einem Bernhardt von Westernach in Morsbach.
1550 wurde letzterer fürstbischöflicher Besitz und gehörte fortan zum Stadtrichter- bzw. Vizedomamt Eichstätt. 1740 war er im Besitz des Eichstätter Domherrn Franz Ludwig Ferdinand Freiherr von Reinach (* 1709; † 1751). In seinem Auftrag baute der Graubündner Giovanni Domenico Barbieri am Hof. 1753 besaß ihn der Hochfürstliche Eichstätter Geheime Rat Johann Anton Freiherr von Zehmen. 1720 wurde im Hof eine Hauskapelle, 1790 (?) eine Kapelle St. Peter und Paul errichtet, ausgestattet mit einem Altarbild des Eichstätter Hofmalers Michael Franz. Die stichbogige Toreinfahrt ist mit 1786 bezeichnet (Zehmen-Wappen, gegossen im Fürstbischöflichen Hüttenwerk zu Obereichstätt); am Tor und der Hofmauer befinden sich Kalkstein-Figurenreste aus der Zeit um 1600 von der Willibaldsburg Eichstätt.
Herlingshard gehörte nach der Säkularisation und dem Ende des Alten Reiches und damit des Hochstiftes mit der Ablaßmühle im Anlautertal zur Gemeinde Emsing im Altmühlkreis. 1813 erfolgte eine weitere Hofteilung. 1962 wurde eine Flurbereinigung durchgeführt. Im Zuge der Gebietsreform kam Emsing am 1. Januar 1972 mit der Ablaßmühle und Herlingshard zum Markt Titting und damit aus dem mittelfränkischen Alt-Landkreis Hilpoltstein in den oberbayerischen Landkreis Eichstätt. Um 1980 wirtschafteten in Herlingshard bei circa 20 Bewohnern drei landwirtschaftliche Vollerwerbsbetriebe.
2000/01 errichtete der Architekt Paulus Eckerle aus Titting anstelle eines baufälligen Wohnhauses, das sich rechts an den barocken Torbogen anschloss, eine Lagerhalle für landwirtschaftliche Geräte. Diese lehnt sich an den regionaltypischen Jurabaustil an, ohne ihre Modernität zu leugnen. Der Architekt wurde hierfür mit einem Preis bedacht.
Eine Sage um Herlingshard, den „Spuk im Herlingshölzla“, hat die Sagensammlerin Emmi Böck aufgezeichnet.